# غرينفيل ترمف
غرينفيل ترمف (بالإنجليزية: Greenville Triumph SC)‏ هو فريق كرة قدم أمريكي أسس سنة 2018 في مدينة غرينفيل في ولاية كارولاينا الجنوبية ويلعب هذا الفريق في بطولة الدوري الأمريكي الدرجة الأولى.